# جياكومو كازولي
جياكومو كازولي (بالإيطالية: Giacomo Casoli)‏ (15 سبتمبر 1988 بغوبيو في إيطاليا - ) هو لاعب كرة قدم إيطالي في مركز جناح ‏. لعب مع فيورنتينا ونادي إمبولي ونادي برو فيرتشيلي ونادي سبيزيا ونادي كريمونيسي ونادي كومو وFC Matera ‏ وASD Cassino Calcio 1924 ‏ وAC Isola Liri ‏ ونادي غوبيو.

## روابط خارجية
- جياكومو كازولي على موقع قاعدة بيانات كرة القدم.إي يو (الإنجليزية)
- جياكومو كازولي على موقع Soccerway.com (الإنجليزية)